# Cassier
Cet article concerne l'arbuste du genre Vachellia. Pour l'arbre du genre Cassia, voir Cassia fistula.
Vachellia farnesiana
Espèce

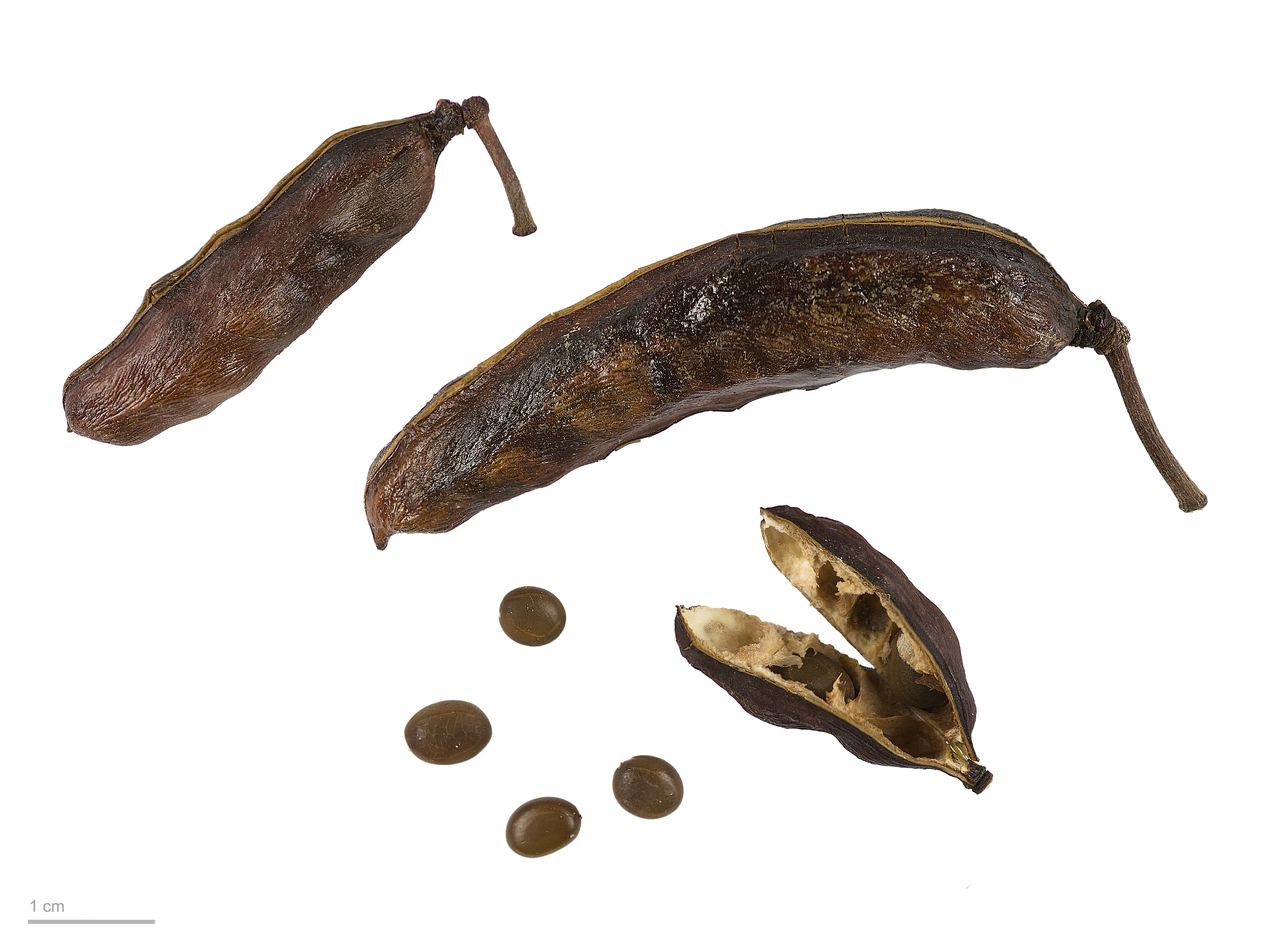
Acacia farnesiana au Muséum de Toulouse.

Le Cassier (Vachellia farnesiana, anciennement Acacia farnesiana), appelé parfois Cassie ancienne, Cassie du Levant, Mimosa de Farnèse, est une espèce de plantes à fleurs de la famille des Mimosaceae selon la classification classique, ou à celle des Fabaceae, sous-famille des Mimosoideae, selon la classification phylogénétique. C'est un arbuste originaire d'Amérique tropicale.
C'est un vachellia à inflorescence globuleuse et fortement parfumé largement répandu dans les régions tropicales.
Aux Antilles françaises, il est connu sous les noms d'acacia jaune ou acacia odorant.

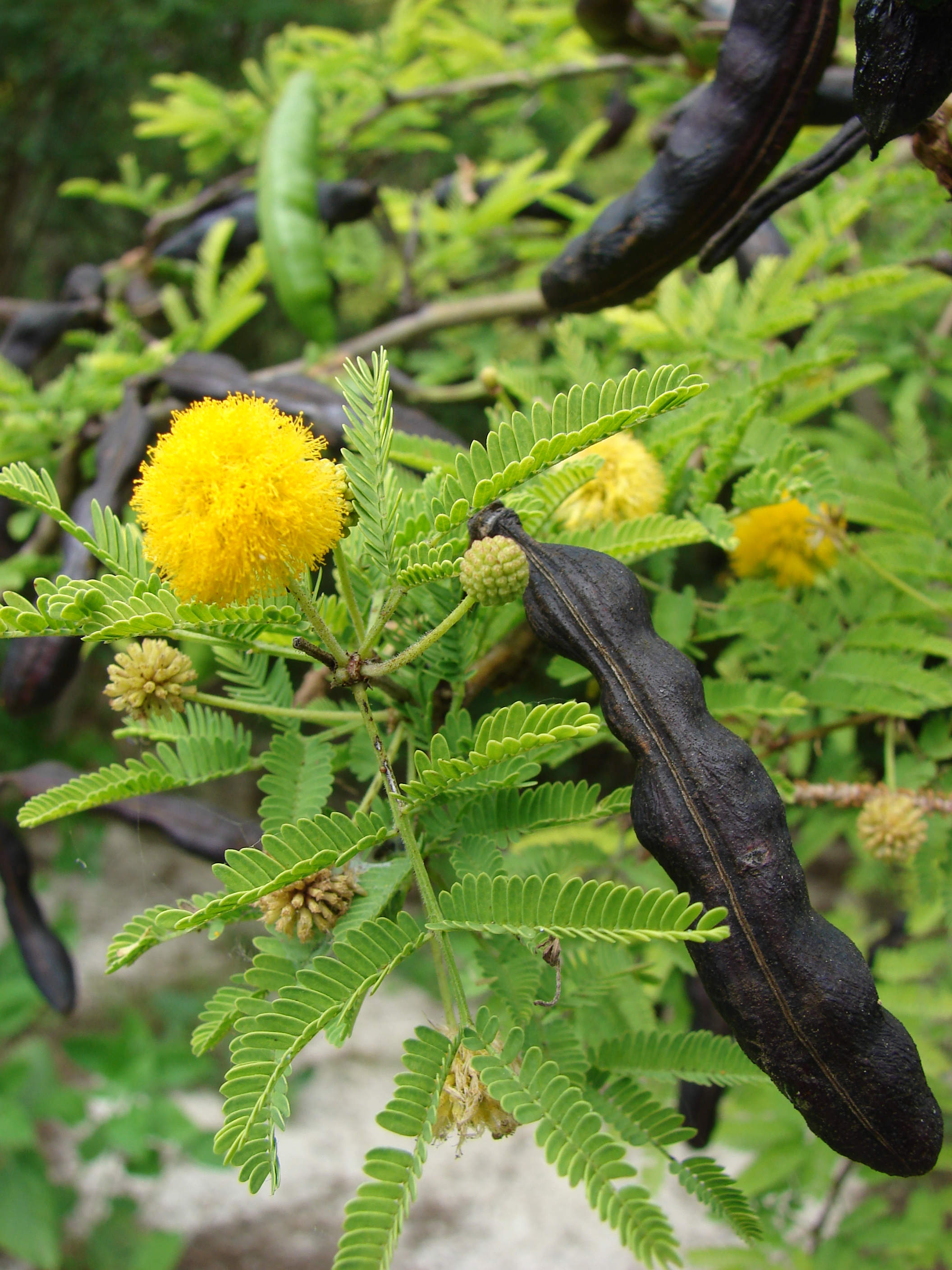
Feuilles, fleurs et fruits du cassier.

## Description

### Aspect général
C'est un arbuste qui atteint une hauteur de 8 à 10 m environ. Les branches retombantes sont armées de longues épines stipulaires, droites et blanches, de 1,5 à 5 cm.

### Feuilles
Les feuilles sont composées et bipennées, à 2 à 8 paires de pennes. Chaque penne porte 10 à 25 paires de folioles et chaque foliole peut atteindre une longueur de 5 à 7 mm environ pour 1,5 mm de largeur. Le pétiole de 4 à 10 cm porte une petite glande.

### Fleurs
Il possède une floraison en glomérules (12 mm de diamètre) de fleurs jaunes, très parfumées.

### Fruits
Les fruits sont des gousses cylindriques, brunes à noirâtres d'environ 7 cm de longueur. Les graines, brunes, mesurent jusqu'à 7 mm de longueur.

## Répartition et habitat

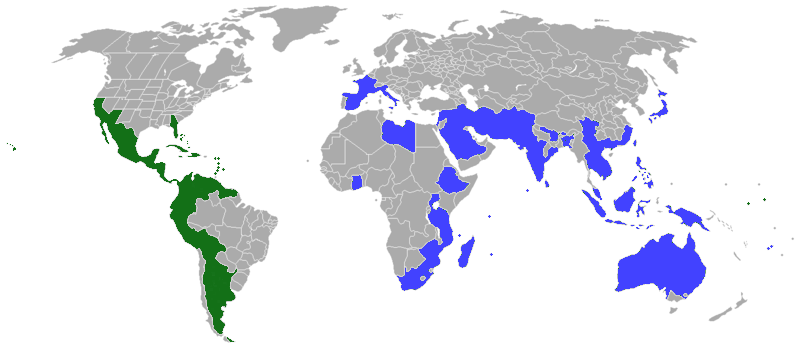
Aire de répartition.

Cette espèce est originaire d'Amérique tropicale, et répandue par l'homme dans d'autres zones chaudes du monde, comme dans de nombreux pays d'Afrique, et en Australie.
Elle est commune dans les Antilles françaises.
Peu exigeant en ce qui concerne la nature du sol, cet arbuste préfère les situations ensoleillées et résiste à la sécheresse. Aux Antilles, on le trouve dans les fourrés épineux de la série xérophile.

### Caractère envahissant
Vachellia farnesiana peut être envahissant, par exemple en Nouvelle-Calédonie où il a été introduit comme plante fourragère au même titre que d'autres acacias,. Le Code de l'environnement de la Province Sud interdit l’introduction dans la nature de cette espèce ainsi que sa production, son transport, son utilisation, son colportage, sa cession, sa mise en vente, sa vente  ou  son achat.

## Usages

### Parfumerie
Cette espèce est cultivée dans le Midi de la France pour extraire de ses fleurs une huile utilisée en parfumerie. Cette huile est relativement riche en farnésol, molécule odorante dont le nom vient de cette plante (sous son appellation de Mimosa de Farnèse).

### Élevage
En Australie, le feuillage de cet arbuste est parfois utilisé pour nourrir le bétail. Ses gousses vertes lui apportent un appoint protéique.

### Ornement
Il peut être planté seul ou en bosquet, mais il est aussi utilisé pour constituer des haies. Celles-ci, grâce aux épines de l'espèce, peuvent avoir un caractère défensif.

## Liste des variétés
Selon Catalogue of Life (20 juillet 2017) :
- variété Vachellia farnesiana var. farnesiana
- variété Vachellia farnesiana var. minuta (M.E.Jones) Seigler & Ebinger
- variété Vachellia farnesiana var. pinetorum (F.J.Herm.) Seigler & Ebinger